# Horní Domaslavice
Horní Domaslavice (in polacco Domasłowice Górne, in tedesco Ober Domaslowitz) è un comune della Repubblica Ceca facente parte del distretto di Frýdek-Místek, nella regione della Moravia-Slesia.